# خانه تسخیر شده (فیلم)
خانه تسخیر شده (انگلیسی: A Haunted House) فیلمی در ژانر کمدی، نقیضه، کمدی ترسناک، و ترسناک است که در سال ۲۰۱۳ منتشر شد.
ادامه این فیلم خانه تسخیر شده ۲ سال ۲۰۱۳ اکران شد.
موضوع فیلم نقیضه‌ای از فیلم فعالیت فراطبیعی می‌باشد.

## بازیگران
- مارلون وینز
- نیک اسواردسون
- دیوید کوچنر
- سدریک اینترتینر
- دیو شریدن
- جی. بی اسموو
- اسنس اتکینز
- آلانا اوباک
- مارلین فورته